# 卡洛·卡杰坦·冯·盖斯吕克

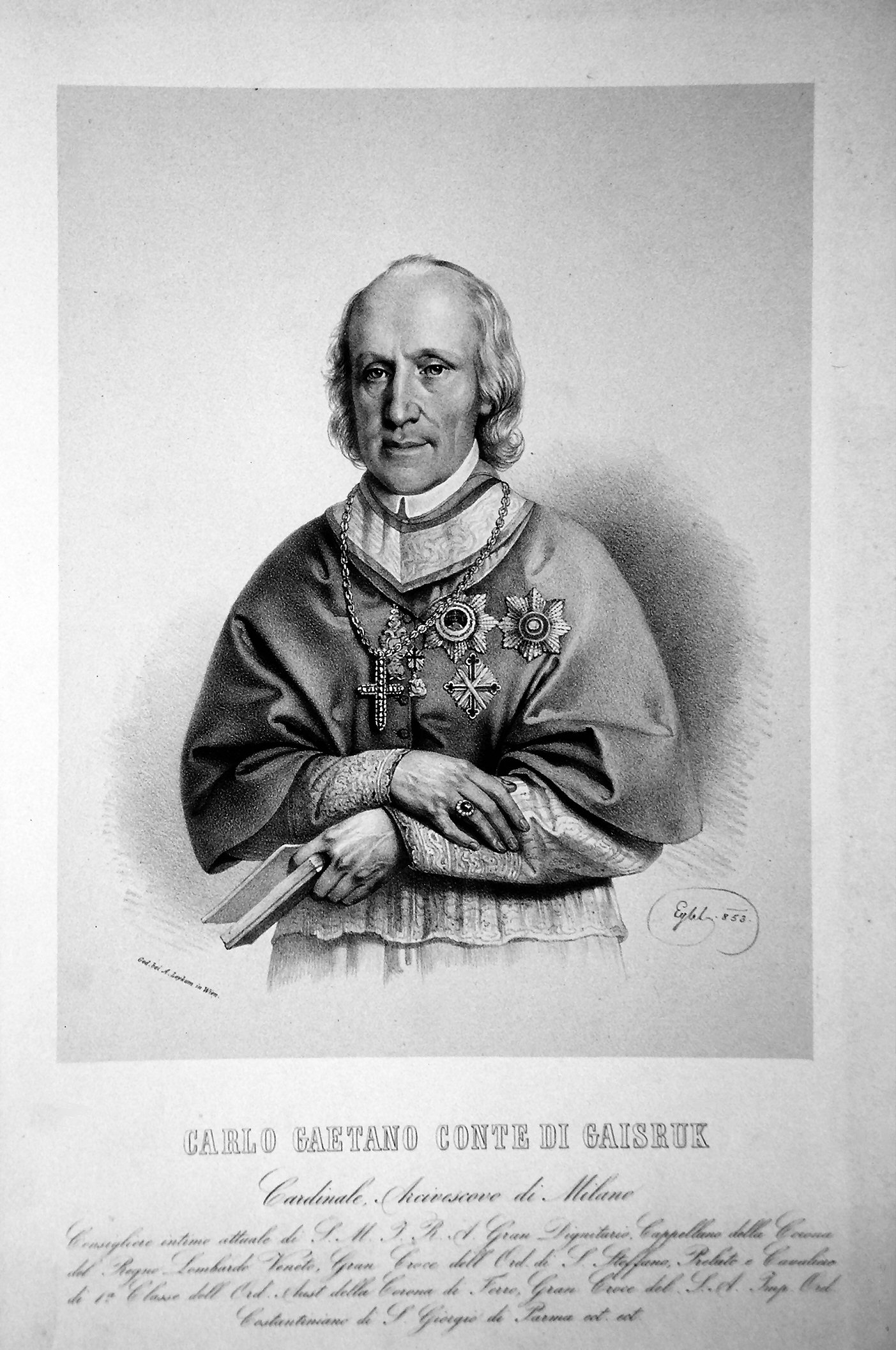
卡洛·卡杰坦·冯·盖斯吕克

卡洛·卡杰坦·冯·盖斯吕克（義大利語：Carlo Gaetano II. di Gaisruck，1769年8月7日—1846年11月19日），奥地利红衣主教，天主教米兰总教区大主教。1846年教宗选举秘密会议曾代表奥地利皇帝斐迪南一世提出否决意见。